# Amboy (Indiana)
Amboy é uma cidade  localizada no estado americano de Indiana, no Condado de Miami.

## Demografia
Segundo o censo americano de 2000, a sua população era de 360 habitantes. 
Em 2006, foi estimada uma população de 344, um decréscimo de 16 (-4.4%).

## Geografia
De acordo com o United States Census Bureau tem uma área de 
0,9 km², dos quais 0,9 km² cobertos por terra e 0,0 km² cobertos por água. Amboy localiza-se a aproximadamente 250 m acima do nível do mar.

## Localidades na vizinhança
O diagrama seguinte representa as localidades num raio de 16 km ao redor de Amboy. 